# The Bee Gees Sing and Play 14 Barry Gibb Songs
The Bee Gees Sing and Play 14 Barry Gibb Songs (рус. Би Джиз играют и поют 14 песен Барри Гибба) — первый студийный альбом британской группы Bee Gees, записанный и выпущенный при участии лейбла Leedon Records в ноябре 1965 года.

## Об альбоме
Автором всех текстов и всей музыки выступил старший из братьев Гибб — Барри, он же исполнил все ведущие вокальные партии, тогда как младшие Робин и Морис помогали ему на подпевках.
По сути пластинка представляет собой собрание всех самых удачных синглов, изданных группой в Австралии за предыдущие три года. Ранние композиции коллектива «Peace of Mind», «Claustrophobia» и «Could It Be», выполнены в стиле мерсибит, который был очень популярным 1964, в то время как более поздние, созданные в 1965 году «Follow the Wind» и «And the Children Laughing», наполнены местным фолк-звучанием. Три композиции были написаны специально для альбома, больше всего из них выделяется песня «To Be or Not To Be», преисполненная блюзом и тяжёлым роком. В жанровом смысле пластинка весьма эклектична — такое смешение стилей музыканты будут применять и во многих будущих своих записях.
Что примечательно, альбом так и не был официально переиздан на компакт-дисках, поэтому виниловые грампластинки The Bee Gees Sing and Play 14 Barry Gibb Songs сейчас довольно раритетны, стоят очень дорого и являются объектом коллекционирования. Несмотря на это, некоторые отдельные композиции всё же выходили на различных сборниках и антологиях Bee Gees, в частности многие из них представлены в компиляции Brilliant from Birth 1998 года, состоящей из редких записей коллектива разных периодов творчества.

## Списки композиций
| №  | Название                         | Основной вокал     | Длительность |
| -- | -------------------------------- | ------------------ | ------------ |
| 1. | «I Was a Lover, a Leader of Men» | Барри Гибб         | 3:39         |
| 2. | «I Don’t Think It’s Funny»       | Робин Гибб         | 2:52         |
| 3. | «How Love Was True»              | Робин Гибб         | 2:12         |
| 4. | «To Be or Not to Be»             | Барри и Робин Гибб | 2:14         |
| 5. | «Timber!»                        | Барри Гибб         | 1:46         |
| 6. | «Claustrophobia»                 | Барри Гибб         | 2:17         |
| 7. | «Could It Be»                    | Барри Гибб         | 2:08         |

| №  | Название                    | Основной вокал     | Длительность |
| -- | --------------------------- | ------------------ | ------------ |
| 1. | «And the Children Laughing» | Барри Гибб         | 3:21         |
| 2. | «Wine and Women»            | Барри и Робин Гибб | 2:52         |
| 3. | «Don’t Say Goodbye»         | Барри Гибб         | 2:23         |
| 4. | «Peace of Mind»             | Барри Гибб         | 2:17         |
| 5. | «Take Hold of That Star»    | Барри Гибб         | 2:42         |
| 6. | «You Wouldn’t Know»         | Барри и Робин Гибб | 2:12         |
| 7. | «Follow the Wind»           | Барри и Робин Гибб | 2:10         |

## Участники записи
Bee Gees:
- Барри Гибб — ведущий и бэк-вокал, ритм-гитара
- Робин Гибб — ведущий и бэк-вокал, орган Хаммонда (песни А1, Б1, Б2 и Б7), мелодика (песни А6 и А7)
- Морис Гибб — бэк-вокал, соло-гитара (песни А1, А3, Б2, Б6 и Б7), ритм-гитара (песни А6 и А7), орган Хаммонда (песни А1, Б1 и Б6)

Приглашённые музыканты:
- Брюс Дэвис — соло-гитара (песни А6 и А7)
- Лейт Райан — соло-гитара (песни А6 и А7)
- Билл Суинделлс — бас-гитара (песни А6 и А7)
- Лори Уордман — ударные (песни А6 и А7)
- Тревор Гордон[англ.] — соло-гитара (песни Б2, Б4 и Б7)
- неуказанные музыканты — бас-гитара (все песни, кроме А5, А6, А7 и Б5), ударные (все песни, кроме А6 и А7), соло-гитара и фортепиано (песни Б3 и Б4), контрабас, скрипка и пианино (песни А5 и Б5)